# Karhusaari (ö i Finland, Nyland, Helsingfors, lat 60,26, long 23,73)
Karhusaari är en ö i Finland. Den ligger i sjön Puujärvi och i kommunen Lojo i den ekonomiska regionen  Helsingfors  och landskapet Nyland, i den södra delen av landet, 70 km väster om huvudstaden Helsingfors. Öns area är 0,3 hektar och dess största längd är 90 meter i sydväst-nordöstlig riktning.